# RAND Corporation
A RAND Corporation ("pesquisa e desenvolvimento") é uma think tank norte-americana de política global sem fins lucrativos criado em 1948 pela Douglas Aircraft Company para oferecer pesquisa e análise às Forças Armadas dos Estados Unidos. É financiado pelo governo dos Estados Unidos e por fundos privados, corporações, universidades e particulares.
A empresa cresceu ajudando também outros governos, organizações internacionais, empresas privadas e fundações em uma série de questões de defesa e não defesa, incluindo saúde. A RAND visa a resolução de problemas interdisciplinares e quantitativos, traduzindo conceitos teóricos da economia formal e das ciências físicas em novas aplicações em outras áreas, usando ciência aplicada e pesquisa operacional.